# المنصف شرح التصريف
المنصف شرح التصريف كتاب في التصريف لابن جني، قدمه المؤلف بقوله: «هذا كتاب أشرح فيه كتاب أبي عثمان بكر بن محمد بن بقية المازني -رحمه الله- في التصريف، بتمكين أصوله، وتهذيب فصوله، ولا أدع فيه بحول الله وقوته غامضًا إلا شرحته، ولا مشكلًا إلا أوضحته، ولا كثيرًا من الأشباه والنظائر5 إلا أوردته؛ ليكون هذا الكتاب قائمًا بنفسه، ومتقدمًا في جنسه، فإذا أتيت على آخره، أفردت فيه بابًا لتفسير ما فيه من اللغة الغريبة، فإذا فرغت من ذلك الباب أوردت فصلًا من المسائل المشكلة العويصة التي تشحذ الأفكار، وتروض الخواطر، وليس ينبغي أن يتخطى إلى النظر في هذه المسائل من لم يُحكِم الأصول قبلها، فإنه إن هجم عليها غير ناظر فيما قبلها من أصول التصريف الموطئة للفروع، لم يحظ منها بكبير طائل، وصعبت عليه أيما صعوبة، وكان حكمه في ذلك حكم من أراد الصعود إلى قُلة جبل سامق في غير ما سبيل، أو كجازع مفازة لا يهتدي لها بلا دليل».

## قيمة كتاب التصريف للمازني
ولما كان هذا الكتاب الذي قد شرعت في تفسيره وبسطه من أنفَس كتب التصريف وأسدها وأرصنها، عريقا في الإيجاز والاختصار، عاريا من الحشو والإكثار، متخلصا من كَزَازة ألفاظ المتقدمين، مرتفعا عن تخليط كثير من المتأخرين، قليل الألفاظ، كثير المعاني، عُنيت بتفسير مشكله، وكشف غامضه، والزيادة في شرحه، محتسبا ذلك في جنب ثواب الله، ومزكيا به ما وهبه لي من العلم. ما يجب على من يطلع على كتاب ذي قيمة:
وحقيق على من نظر في كتاب قد عُني به واضعه3، وانصرف إلى الاهتمام به مصنفه3، فحظي منه بأقصى ما طلب، ووصل إلى غايته من كَثَب، أن يحمد الله على ما وهبه له من فهمه، وأن يسلم لصاحبه ما وفره الله عليه من حفظه، وأن يعتزي فيما يحكيه عنه إليه، فإن فعل ذلك فعلى محجّة أهل العلم والأدب وقف، وإن أبى إلا كفران النعمة فعن المروءة والإنسانية صَدَف.
وأنا أسوق هذا الكتاب شيئا فشيئا، وأتبع كل فصل مما رويته ورأيته ما يكون مقنعا في معناه، ومغنيا عما سواه، فما كان فيما أُورده من سداد وصواب فبتوفيق الله وإرشاده، وإن وقع سهو أو تقصير2 فما لا يعرى منه الحذاق المتقدمون، ولا يستنكفه العلماء المبرّزون. والله أستهدي، وإياه أسترشد، وعليه أتوكل، وهو حسبي وكفى.